# Uilen (vlinders)
De uilen (Noctuidae) zijn een familie van de vlinders uit de superfamilie Noctuoidea. Meer dan 25.000 soorten vlinders worden tot deze familie gerekend en het vermoeden bestaat dat er nog veel meer soorten zijn.

## Classificatie
De grenzen van de familie zijn recent enkele keren gewijzigd. De families Agaristidae, Cocytiidae, Dilobidae en Strepsimanidae zijn nu in deze familie ondergebracht en vormen niet langer zelfstandige families. In 2005 en 2006 zijn echter weer voorstellen gedaan voor herschikkingen van de superfamilie Noctuoidea, waartoe de uilen behoren. Vast was komen te staan dat de uilen geen monofyletische groep waren. Aanvankelijk waren er twee voorstellen: de familie splitsen of juist de donsvlinders, visstaartjes en beervlinders als onderfamilie toevoegen aan de uilen. Uiteindelijk is het eerste voorstel breed geaccepteerd, en is een deel van de oorspronkelijke uilen samen met de donsvlinders en beervlinders ingedeeld bij de spinneruilen (Erebidae).

## Kenmerken
De meeste soorten uilen hebben grauwe voorvleugels. Van sommige soorten zijn de achtervleugels wél felgekleurd. Op de voorvleugel zijn vaak twee uilvlekken te herkennen, die "ringvlek" en "niervlek" worden genoemd. De vleugelspanwijdte is meestal minder dan 5 cm. Meestal is er weinig verschil tussen de beide seksen. De rupsen zijn in het algemeen niet of zwak behaard; hierop bestaan enkele uitzonderingen, zoals de soorten uit het geslacht Acronicta.

## Leefwijze
De overweldigende meerderheid van de soorten vliegt 's nachts en wordt sterk aangetrokken door licht. Veel soorten worden ook aangetrokken door suiker en bloemen die rijk zijn aan nectar.
Verschillende soorten hebben larven die onder de grond leven en voor de landbouw schadelijk zijn. Vooral kool en sla is hier gevoelig voor. De meeste schadelijke larven voeden zich 's nachts en rusten overdag in de grond of in een spleet in de voedselplant. Voorafgaand aan de gedaanteverwisseling vormen ze harde, glimmende cocons.

## Voortplanting
De eieren worden afzonderlijk of in groepjes van 50 tot 300 afgezet aan de voet van de waardplant of in de grond.

## Verspreiding en leefgebied
Deze familie komt wereldwijd voor in allerlei vegetaties, ook op landbouwgewassen.

## Uilen in Nederland
In Nederland zijn 354 soorten uilen aangetroffen. Vrijwel alle soorten zijn nachtactief; enkele soorten zijn echter uitsluitend overdag actief zoals de mi-vlinder (Callistege mi) en de bruine daguil (Euclidia glyphica). Sommige soorten zijn nachtactief maar kunnen overdag gemakkelijk worden opgejaagd, zoals de zilverstreep (Deltote bankiana) en de zilverhaak (Lithacodia uncula). Uilen uit het geslacht Noctua, met oranje achtervleugels en een zwarte band op de achtervleugels, zijn bekend onder de naam huismoeders. De talrijkste soort uit deze groep is de (gewone) huismoeder (Noctua pronuba), die overal in Nederland kan worden aangetroffen. Verwante soorten zijn de volgeling (Noctua comes), zwartpuntvolgeling (Noctua orbona), breedbandhuismoeder (Noctua fimbriata), kleine breedbandhuismoeder (Noctua janthina), open-breedbandhuismoeder (Noctua janthe) en kleine huismoeder (Noctua interjecta). Een uil met opvallend rode achtervleugels is het rood weeskind (Catocala nupta).

## Ziekte-overbrengers
De Zuidoost-Aziatische soorten Calyptra eustrigata, Calyptra minuticornis, Calyptra orthograpta en Calyptra labilis van het geslacht Calyptra hebben geen roltong maar een prikkende tong die tot 7 millimeter diep in de huid van een slachtoffer kan doordringen.
Deze vlindersoorten voeden zich soms met het bloed van zoogdieren en mensen. Ze kunnen hierdoor een aantal ziektes die veroorzaakt worden door bacteriën en virussen overbrengen.

## Onderfamilies
- Acontiinae Guenée, 1841
- Acronictinae Heinemann, 1859
- Agaristinae Herrich-Schäffer, 1858
- Amphipyrinae Guenée, 1837
- Bagisarinae Crumb, 1956
- Balsinae Grote, 1896
- Bryophilinae Guenée, 1852
- Cobubathinae Wagner & Keegan, 2021
- Condicinae Poole, 1995
- Cropiinae Keegan & Wagner, 2021
- Cuculliinae Herrich-Schäffer, 1850
- Dilobinae Aurivillius, 1889
- Dyopsinae Guenée, 1852
- Eriopinae Herrich-Schäffer, 1851
- Eucocytiinae Hampson, 1918
- Eustrotiinae Grote, 1882
- Grotellinae Poole, 1995
- Heliothinae Boisduval, 1828
- Metoponiinae Herrich-Schäffer, 1851
- Noctuinae Latreille, 1809
- Oncocnemidinae Forbes & Franclemont, 1954
- Pantheinae Smith, 1898
- Plusiinae Boisduval, 1828
- Raphiinae Beck, 1996
- Stiriinae Grote, 1882

## In Nederland waargenomen soorten
- Genus: Abrostola
  - Abrostola asclepiadis - (Engbloemkapje)
  - Abrostola tripartita - (Brandnetelkapje)
  - Abrostola triplasia - (Donker brandnetelkapje)
- Genus: Acontia
  - Acontia lucida - (Bleekschouderuil)
  - Acontia trabealis - (Panteruiltje)
- Genus: Acronicta
  - Acronicta aceris - (Bont schaapje)
  - Acronicta alni - (Elzenuil)
  - Acronicta auricoma - (Goudhaaruil)
  - Acronicta cuspis - (Grote drietand)
  - Acronicta euphorbiae - (Wolfsmelkuil)
  - Acronicta leporina - (Schaapje)
  - Acronicta menyanthidis - (Veenheide-uil)
  - Acronicta psi - (Psi-uil)
  - Acronicta rumicis - (Zuringuil)
  - Acronicta strigosa - (Moerasbos-uil)
  - Acronicta tridens - (Drietand)
- Genus: Actebia
  - Actebia praecox - (Slanke groenuil)
- Genus: Actinotia
  - Actinotia polyodon - (Gevlamde uil)
- Genus: Aedia
  - Aedia leucomelas - (Windeweeskind)
- Genus: Agrochola
  - Agrochola circellaris - (Bruine herfstuil)
  - Agrochola helvola - (Roodachtige herfstuil)
  - Agrochola litura - (Zwartgevlekte herfstuil)
  - Agrochola lota - (Zwartstipvlinder)
  - Agrochola lunosa - (Maansikkeluil)
  - Agrochola lychnidis - (Variabele herfstuil)
  - Agrochola macilenta - (Geelbruine herfstuil)
  - Agrochola nitida - (Roodbruine herfstuil)
- Genus: Agrotis
  - Agrotis cinerea - (Grijze worteluil)
  - Agrotis clavis - (Geoogde worteluil)
  - Agrotis exclamationis - (Gewone worteluil)
  - Agrotis ipsilon - (Grote worteluil)
  - Agrotis puta - (Puta-uil)
  - Agrotis ripae - (Duinworteluil)
  - Agrotis segetum - (Gewone velduil)
  - Agrotis trux - (Zuidelijke worteluil)
  - Agrotis vestigialis - (Bonte worteluil)
- Genus: Allophyes
  - Allophyes oxyacanthae - (Meidoornuil)
- Genus: Ammoconia
  - Ammoconia caecimacula - (Nazomeruil)
- Genus: Amphipoea
  - Amphipoea fucosa - (Geelbruine vlekuil)
  - Amphipoea lucens - (Hoogveenvlekuil)
  - Amphipoea oculea - (Roodbruine vlekuil)
- Genus: Amphipyra
  - Amphipyra berbera - (Schijnpiramidevlinder)
  - Amphipyra perflua - (Grote piramidevlinder)
  - Amphipyra pyramidea - (Piramidevlinder)
  - Amphipyra tragopoginis - (Boksbaardvlinder)
- Genus: Anaplectoides
  - Anaplectoides prasina - (Bruine groenuil)
- Genus: Anarta
  - Anarta myrtilli - (Roodbont heide-uiltje)
  - Anarta trifolii - (Spurrie-uil)
- Genus: Anorthoa
  - Anorthoa munda - (Dubbelstipvoorjaarsuil)
- Genus: Antitype
  - Antitype chi - (Chi-uil)
- Genus: Apamea
  - Apamea anceps - (Veldgrasuil)
  - Apamea aquila - (Pijpenstro-uil)
  - Apamea crenata - (Variabele grasuil)
  - Apamea epomidion - (Zwartrandgrasuil)
  - Apamea furva - (Schapengrasuil)
  - Apamea illyria - (Tweekleurige grasuil)
  - Apamea lateritia - (Steenrode grasuil)
  - Apamea lithoxylaea - (Bleke grasworteluil)
  - Apamea monoglypha - (Graswortelvlinder)
  - Apamea oblonga - (Zeeuwse grasworteluil)
  - Apamea remissa - (Grauwe grasuil)
  - Apamea scolopacina - (Bosgrasuil)
  - Apamea sordens - (Kweekgrasuil)
  - Apamea sublustris - (Okergele grasuil)
  - Apamea unanimis - (Rietgrasuil)
- Genus: Aporophyla
  - Aporophyla australis - (Geveerde witvleugeluil)
  - Aporophyla lueneburgensis - (Heidewitvleugeluil)
  - Aporophyla lutulenta - (Bruine witvleugeluil)
  - Aporophyla nigra - (Zwarte witvleugeluil)
- Genus: Apterogenum
  - Apterogenum ypsillon - (Wilgenschorsvlinder)
- Genus: Archanara
  - Archanara dissoluta - (Geelbruine rietboorder)
  - Archanara neurica - (Witkraagrietboorder)
- Genus: Arenostola
  - Arenostola phragmitidis - (Egale rietboorder)
- Genus: Asteroscopus
  - Asteroscopus sphinx - (Kromzitter)
- Genus: Atethmia
  - Atethmia centrago - (Essengouduil)
- Genus: Athetis
  - Athetis gluteosa - (Bleke stofuil)
  - Athetis hospes - (Vale stofuil)
  - Athetis pallustris - (Moerasspirea-uil)
- Genus: Autographa
  - Autographa bractea - (Zilvervenster)
  - Autographa gamma - (Gamma-uil)
  - Autographa jota - (Jota-uil)
  - Autographa pulchrina - (Donkere jota-uil)
- Genus: Axylia
  - Axylia putris - (Houtspaander)
- Genus: Brachionycha
  - Brachionycha nubeculosa - (Harige voorjaarsuil)
- Genus: Brachylomia
  - Brachylomia viminalis - (Katwilguiltje)
- Genus: Bryophila
  - Bryophila domestica - (Lichte korstmosuil)
  - Bryophila raptricula - (Donkere korstmosuil)
- Genus: Calamia
  - Calamia tridens - (Groene weide-uil)
- Genus: Calliergis
  - Calliergis ramosa - (Zuidelijke kamperfoelie-uil)
- Genus: Callopistria
  - Callopistria juventina - (Varenuil)
- Genus: Calophasia
  - Calophasia lunula - (Vlasbekuiltje)
- Genus: Caradrina
  - Caradrina clavipalpis - (Huisuil)
  - Caradrina gilva - (Grauwe stofuil)
  - Caradrina kadenii - (Kadeni-stofuil)
  - Caradrina morpheus - (Morpheusstofuil)
  - Caradrina selini - (Zandstofuil)
- Genus: Celaena
  - Celaena haworthii - (Wollegras-uil)
- Genus: Ceramica
  - Ceramica pisi - (Erwtenuil)
- Genus: Cerapteryx
  - Cerapteryx graminis - (Bonte grasuil)
- Genus: Cerastis
  - Cerastis leucographa - (Witringuil)
  - Cerastis rubricosa - (Rode vlekkenuil)
- Genus: Charanyca
  - Charanyca ferruginea - (Randvlekuil)
  - Charanyca trigrammica - (Drielijnuil)
- Genus: Chilodes
  - Chilodes maritima - (Smalvleugelrietboorder)
- Genus: Chloantha
  - Chloantha hyperici - (Sint-janskruiduil)
- Genus: Chrysodeixis
  - Chrysodeixis chalcites - (Turkse uil)
- Genus: Coenobia
  - Coenobia rufa - (Russenuil)
- Genus: Coenophila
  - Coenophila subrosea - (Hoogveenaarduil)
- Genus: Colocasia
  - Colocasia coryli - (Hazelaaruil)
- Genus: Conistra
  - Conistra erythrocephala - (Roodkopwinteruil)
  - Conistra ligula - (Donkere winteruil)
  - Conistra rubiginea - (Gevlekte winteruil)
  - Conistra rubiginosa - (Zwartvlekwinteruil)
  - Conistra vaccinii - (Bosbesuil)
- Genus: Cosmia
  - Cosmia affinis - (Donkere iepenuil)
  - Cosmia diffinis - (Iepenuil)
  - Cosmia pyralina - (Maanuiltje)
  - Cosmia trapezina - (Hyena)
- Genus: Craniophora
  - Craniophora ligustri - (Schedeldrager)
- Genus: Cryphia
  - Cryphia algae - (Donkergroene korstmosuil)
- Genus: Crypsedra
  - Crypsedra gemmea - (Bruine granietuil)
- Genus: Cucullia
  - Cucullia absinthii - (Absintmonnik)
  - Cucullia artemisiae - (Bijvoetmonnik)
  - Cucullia asteris - (Astermonnik)
  - Cucullia chamomillae - (Kamillevlinder)
  - Cucullia fraudatrix - (Oostelijke monnik)
  - Cucullia scrophulariae - (Helmkruidvlinder)
  - Cucullia umbratica - (Grauwe monnik)
  - Cucullia verbasci - (Kuifvlinder)
- Genus: Dasypolia
  - Dasypolia templi - (Harige winteruil)
- Genus: Deltote
  - Deltote bankiana - (Zilverstreep)
  - Deltote deceptoria - (Bonte marmeruil)
  - Deltote pygarga - (Donkere marmeruil)
  - Deltote uncula - (Zilverhaak)
- Genus: Denticucullus
  - Denticucullus pygmina - (Zeggeboorder)
- Genus: Diachrysia
  - Diachrysia chrysitis - (Koperuil)
  - Diachrysia chryson - (Grote koperuil)
  - Diachrysia stenochrysis
- Genus: Diarsia
  - Diarsia brunnea - (Bruine breedvleugeluil)
  - Diarsia dahlii - (Moerasbreedvleugeluil)
  - Diarsia florida - (Dotterbreedvleugeluil)
  - Diarsia mendica - (Variabele breedvleugeluil)
  - Diarsia rubi - (Gewone breedvleugeluil)
- Genus: Dicycla
  - Dicycla oo - (Nullenuil)
- Genus: Diloba
  - Diloba caeruleocephala - (Krakeling)
- Genus: Dryobota
  - Dryobota labecula - (Zuidelijk eikenuiltje)
- Genus: Dryobotodes
  - Dryobotodes eremita - (Eikenuiltje)
- Genus: Dypterygia
  - Dypterygia scabriuscula - (Vogelwiekje)
- Genus: Egira
  - Egira conspicillaris - (Brildrager)
- Genus: Elaphria
  - Elaphria venustula - (Gemarmerd heide-uiltje)
- Genus: Enargia
  - Enargia paleacea - (Gele uil)
- Genus: Eremobia
  - Eremobia ochroleuca - (Gevlamde grasuil)
- Genus: Eucarta
  - Eucarta virgo - (Maagdenuil)
- Genus: Eugnorisma
  - Eugnorisma glareosa - (Grijze herfstuil)
- Genus: Eugraphe
  - Eugraphe sigma - (Sigma-uil)
- Genus: Euplexia
  - Euplexia lucipara - (Levervlek)
- Genus: Eupsilia
  - Eupsilia transversa - (Wachtervlinder)
- Genus: Eurois
  - Eurois occulta - (Grote bosbesuil)
- Genus: Euxoa
  - Euxoa aquilina - (Gekamde graanworteluil)
  - Euxoa cursoria - (Variabele worteluil)
  - Euxoa lidia - (Witvlekworteluil)
  - Euxoa nigricans - (Rookkleurige worteluil)
  - Euxoa nigrofusca
  - Euxoa obelisca - (Zwartvlakworteluil)
  - Euxoa tritici - (Graanworteluil)
- Genus: Fabula
  - Fabula zollikoferi - (Oostelijke uil)
- Genus: Globia
  - Globia algae - (Moerasplantenboorder)
  - Globia sparganii - (Egelskopboorder)
- Genus: Gortyna
  - Gortyna flavago - (Goudgele boorder)
- Genus: Graphiphora
  - Graphiphora augur - (Dubbelpijl-uil)
- Genus: Griposia
  - Griposia aprilina - (Diana-uil)
- Genus: Hada
  - Hada plebeja - (Schaaruil)
- Genus: Hadena
  - Hadena albimacula - (Witvlek-silene-uil)
  - Hadena bicruris - (Gewone silene-uil)
  - Hadena compta - (Witbandsilene-uil)
  - Hadena confusa - (Gevlekte silene-uil)
  - Hadena irregularis - (Oorsilene-uil)
  - Hadena perplexa - (Variabele silene-uil)
- Genus: Hecatera
  - Hecatera bicolorata - (Tweekleurige uil)
  - Hecatera dysodea - (Kompassla-uil)
- Genus: Helicoverpa
  - Helicoverpa armigera - (Katoendaguil)
- Genus: Heliothis
  - Heliothis maritima - (Heidedaguil)
  - Heliothis nubigera - (Bleke daguil)
  - Heliothis peltigera - (Vlekdaguil)
  - Heliothis viriplaca - (Lichte daguil)
- Genus: Helotropha
  - Helotropha leucostigma - (Gele lis-boorder)
- Genus: Hoplodrina
  - Hoplodrina ambigua - (Zuidelijke stofuil)
  - Hoplodrina blanda - (Egale stofuil)
  - Hoplodrina octogenaria - (Gewone stofuil)
  - Hoplodrina respersa - (Grijze stofuil)
- Genus: Hydraecia
  - Hydraecia micacea - (Aardappelstengelboorder)
  - Hydraecia petasitis - (Groot-hoefbladboorder)
- Genus: Hyppa
  - Hyppa rectilinea - (Zwartstreepuil)
- Genus: Ipimorpha
  - Ipimorpha retusa - (Heremietuil)
  - Ipimorpha subtusa - (Tweekleurige heremietuil)
- Genus: Jodia
  - Jodia croceago - (Wintergouduil)
- Genus: Lacanobia
  - Lacanobia contigua - (Geoogde w-uil)
  - Lacanobia oleracea - (Groente-uil)
  - Lacanobia splendens - (Moeras-w-uil)
  - Lacanobia suasa - (Variabele w-uil)
  - Lacanobia thalassina - (W-uil)
  - Lacanobia w-latinum - (Brede w-uil)
- Genus: Lamprotes
  - Lamprotes c-aureum - (Akelei-uil)
- Genus: Lateroligia
  - Lateroligia ophiogramma - (Moerasgrasuil)
- Genus: Lenisa
  - Lenisa geminipuncta - (Gestippelde rietboorder)
- Genus: Leucania
  - Leucania comma - (Komma-uil)
  - Leucania loreyi - (Kosmopoliet)
  - Leucania obsoleta - (Gestreepte rietuil)
- Genus: Lithophane
  - Lithophane furcifera - (Kleine manteluil)
  - Lithophane lamda - (Gageluil)
  - Lithophane leautieri - (Coniferenuil)
  - Lithophane ornitopus - (Lichtgrijze uil)
  - Lithophane semibrunnea - (Bruine essenuil)
  - Lithophane socia - (Geelbruine houtuil)
- Genus: Litoligia
  - Litoligia literosa - (Duinhalmuiltje)
- Genus: Longalatedes
  - Longalatedes elymi - (Zandhaverboorder)
- Genus: Luperina
  - Luperina testacea - (Gewone grasuil)
- Genus: Lycophotia
  - Lycophotia molothina - (Grijze heide-uil)
  - Lycophotia porphyrea - (Granietuil)
- Genus: Macdunnoughia
  - Macdunnoughia confusa - (Getekende gamma-uil)
- Genus: Mamestra
  - Mamestra brassicae - (Kooluil)
- Genus: Melanchra
  - Melanchra persicariae - (Perzikkruiduil)
- Genus: Mesapamea
  - Mesapamea secalella - (Weidehalmuiltje)
  - Mesapamea secalis - (Halmrupsvlinder)
- Genus: Mesogona
  - Mesogona oxalina - (Hoeklijnuil)
- Genus: Mesoligia
  - Mesoligia furuncula - (Zandhalmuiltje)
- Genus: Mniotype
  - Mniotype adusta - (Adusta-uil)
  - Mniotype satura - (Roestuil)
- Genus: Moma
  - Moma alpium - (Gevlekte groenuil)
- Genus: Mormo
  - Mormo maura - (Zwart weeskind)
- Genus: Mythimna
  - Mythimna albipuncta - (Witstipgrasuil)
  - Mythimna conigera - (Eenstreepgrasuil)
  - Mythimna favicolor - (Pseudo-bleke grasuil)
  - Mythimna ferrago - (Gekraagde grasuil)
  - Mythimna impura - (Stompvleugelgrasuil)
  - Mythimna l-album - (Witte-l-uil)
  - Mythimna litoralis - (Helmgrasuil)
  - Mythimna pallens - (Bleke grasuil)
  - Mythimna pudorina - (Grijze grasuil)
  - Mythimna scirpi - (Puntlijngrasuil  )
  - Mythimna sicula - (Wortelstreepgrasuil)
  - Mythimna straminea - (Spitsvleugelgrasuil)
  - Mythimna turca - (Tweestreepgrasuil)
  - Mythimna unipuncta - (Eenstipgrasuil)
  - Mythimna vitellina - (Zuidelijke grasuil)
- Genus: Naenia
  - Naenia typica - (Splinterstreep)
- Genus: Noctua
  - Noctua comes - (Volgeling)
  - Noctua fimbriata - (Breedbandhuismoeder)
  - Noctua interjecta - (Kleine huismoeder)
  - Noctua janthe - (Open-breedbandhuismoeder)
  - Noctua janthina - (Kleine breedbandhuismoeder)
  - Noctua orbona - (Zwartpuntvolgeling)
  - Noctua pronuba - (Huismoeder)
- Genus: Nonagria
  - Nonagria typhae - (Lisdoddeboorder)
- Genus: Nyctobrya
  - Nyctobrya muralis - (Groene korstmosuil)
- Genus: Ochropleura
  - Ochropleura leucogaster - (Sierlijke haarbos)
  - Ochropleura plecta - (Haarbos)
- Genus: Oligia
  - Oligia fasciuncula - (Oranjegeel halmuiltje)
  - Oligia latruncula - (Donker halmuiltje)
  - Oligia strigilis - (Gelobd halmuiltje)
  - Oligia versicolor - (Bont halmuiltje)
- Genus: Opigena
  - Opigena polygona - (Veelhoekaarduil)
- Genus: Orthosia
  - Orthosia cerasi - (Tweestreepvoorjaarsuil)
  - Orthosia cruda - (Kleine voorjaarsuil)
  - Orthosia gothica - (Nunvlinder)
  - Orthosia gracilis - (Sierlijke voorjaarsuil)
  - Orthosia incerta - (Variabele voorjaarsuil)
  - Orthosia miniosa - (Eikenvoorjaarsuil)
  - Orthosia opima - (Bandvoorjaarsuil)
  - Orthosia populeti - (Populierenvoorjaarsuil)
- Genus: Pachetra
  - Pachetra sagittigera - (Gevlekte pijluil)
- Genus: Panemeria
  - Panemeria tenebrata - (Dwerghuismoeder)
- Genus: Panolis
  - Panolis flammea - (Dennenuil)
- Genus: Panthea
  - Panthea coenobita - (Schijnnonvlinder)
- Genus: Papestra
  - Papestra biren - (Heideschaaruil)
- Genus: Parastichtis
  - Parastichtis suspecta - (Populierenuil)
- Genus: Peridroma
  - Peridroma saucia - (Blauwvleugeluil)
- Genus: Periphanes
  - Periphanes delphinii - (Ridderspooruil)
- Genus: Phlogophora
  - Phlogophora meticulosa - (Agaatvlinder)
- Genus: Photedes
  - Photedes extrema - (Vale duinrietboorder)
  - Photedes fluxa - (Gele duinrietboorder)
  - Photedes minima - (Bochtige smele-uil)
- Genus: Phragmatiphila
  - Phragmatiphila nexa - (Liesgrasboorder)
- Genus: Plusia
  - Plusia festucae - (Goudvenstertje)
  - Plusia putnami - (Moerasgoudvenstertje)
- Genus: Polia
  - Polia bombycina - (Bruine heide-uil)
  - Polia hepatica - (Gerande marmeruil)
  - Polia nebulosa - (Marmeruil)
- Genus: Polychrysia
  - Polychrysia moneta - (Gelduil)
- Genus: Polymixis
  - Polymixis flavicincta - (Gele granietuil)
  - Polymixis lichenea - (Kustuil)
- Genus: Polyphaenis
  - Polyphaenis sericata - (Groene geelvleugeluil)
- Genus: Protarchanara
  - Protarchanara brevilinea - (Stippelrietboorder)
- Genus: Protolampra
  - Protolampra sobrina - (Moerasheide-aarduil)
- Genus: Protoschinia
  - Protoschinia scutosa - (Bonte daguil)
- Genus: Pseudeustrotia
  - Pseudeustrotia candidula - (Glanzende marmeruil)
- Genus: Pyrrhia
  - Pyrrhia umbra - (Oranje o-vlinder)
- Genus: Rhizedra
  - Rhizedra lutosa - (Herfstrietboorder)
- Genus: Rhyacia
  - Rhyacia lucipeta - (Grote bruine grasuil)
  - Rhyacia simulans - (Bruine grasuil)
- Genus: Sedina
  - Sedina buettneri - (Moeraszeggeboorder)
- Genus: Senta
  - Senta flammea - (Gevlamde rietuil)
- Genus: Sideridis
  - Sideridis reticulata - (Gelijnde silene-uil)
  - Sideridis rivularis - (Gevorkte silene-uil)
  - Sideridis turbida - (Tandjesuil)
- Genus: Simyra
  - Simyra albovenosa - (Kleine rietvink)
- Genus: Spaelotis
  - Spaelotis ravida - (Donkere aarduil)
- Genus: Spodoptera
  - Spodoptera eridania
  - Spodoptera exigua - (Florida-uil)
  - Spodoptera frugiperda
  - Spodoptera littoralis - (Katoenuil)
  - Spodoptera litura
- Genus: Subacronicta
  - Subacronicta megacephala - (Schilddrager)
- Genus: Syngrapha
  - Syngrapha interrogationis - (Schijn-gamma-uil)
- Genus: Synthymia
  - Synthymia fixa - (Gouden daguil)
- Genus: Thalpophila
  - Thalpophila matura - (Geelvleugeluil)
- Genus: Tholera
  - Tholera cespitis - (Donkere grasuil)
  - Tholera decimalis - (Gelijnde grasuil)
- Genus: Thysanoplusia
  - Thysanoplusia orichalcea - (Zuidelijke koperuil)
- Genus: Tiliacea
  - Tiliacea aurago - (Saffraangouduil)
  - Tiliacea citrago - (Lindegouduil)
- Genus: Trachea
  - Trachea atriplicis - (Meldevlinder)
- Genus: Trichoplusia
  - Trichoplusia ni - (Ni-uil)
- Genus: Tyta
  - Tyta luctuosa - (Akkerwinde-uil)
- Genus: Xanthia
  - Xanthia gilvago - (Iepengouduil)
  - Xanthia icteritia - (Gewone gouduil)
  - Xanthia ocellaris - (Populierengouduil)
  - Xanthia ruticilla - (Vroege eikenuil)
  - Xanthia togata - (Wilgengouduil)
- Genus: Xestia
  - Xestia agathina - (Late heide-uil)
  - Xestia baja - (Bruine zwartstipuil)
  - Xestia c-nigrum - (Zwarte-c-uil)
  - Xestia castanea - (Kastanjebruine uil)
  - Xestia ditrapezium - (Trapeziumuil)
  - Xestia sexstrigata - (Zesstreepuil)
  - Xestia stigmatica - (Ruituil)
  - Xestia triangulum - (Driehoekuil)
  - Xestia xanthographa - (Vierkantvlekuil)
- Genus: Xylena
  - Xylena exsoleta - (Roetvlek)
  - Xylena solidaginis - (Bruine bosbesuil)
  - Xylena vetusta - (Houtkleurige vlinder)
- Genus: Xylocampa
  - Xylocampa areola - (Kamperfoelie-uil)